# Марія Гілл
Марія Гілл (англ. Maria Hill) — вигаданий персонаж з коміксів американського видавництва Marvel Comics. В якості колишнього директора Щ.И.Т., вона з'являється в сюжетних лініях, які часто включають Месників або членів цієї команди. Вона була представлена в мінісеріях «Громадянська війна» та «Секретне вторгнення», а також у щомісячній серії про Залізну людину, в якій вона мала провідну другорядну роль під час сюжетних ліній «Темне царювання» та «Старк: Перезавантаження».
Кобі Смолдерс виконала роль Марії Хілл у фільмах «Месники», «Перший месник: Друга війна», «Месники: Ера Альтрона» та «Месники: Війна нескінченності», а також в серіалі «Агенти Щ.И.Т.».

## Історія публікації
Марія Хілл вперше з'явилася в коміксі New Avengers № 4 (березень 2005) і була створена Брайаном Майклом Бендісом та Девідом Фінчем.
Джо Кесада, який був головним редактором під час її першої появи, описав персонаж так: «[Хілл] є настільки сильною особистістю, вона нагадує силу природи і, чесно кажучи, хоч і не всім вона подобається спочатку, вона, безумовно, така ж сильна і велебна фігура, як Нік Ф'юрі. Наразі я гадаю, що люди розглядають її як аутсайдера, але хоча я не думаю, що вона жорсткіша, ніж Ф'юрі будь-коли був, інше те, що нам не цілком зрозумілі її мотиви».
Марія Хілл з'явилася в якості другорядного персонажа в серії про Месників, починаючи з № 1 (липень 2010) і закінчюючи фінальним № 34 (січень 2013), але після половини випусків вона мала лише епізодичні появи.
У 2014, Марія Хілл стала регулярним персонажем в серіях про Чорну вдову та Секретних Месників.

## Вигадана біографія
Хілл народилася в Чикаго, Іллінойс, і перебувала на службі в Збройних силах США перш ніж стати агентом Щ. И. Т.. Месники підозрюють Хілл в тому, що вона є співучасником різних злочинів, але не мають доказів, щоб довести її злодіяння. У той же час, Хілл підозрює, що останнє втілення Месників причетне до протиправних дій у зв'язку з подіями «Дня М». Вона викрала Людину-павука та Віжена для допиту їх про ситуацію. Однак пізніше вона заробляє повагу Залізної людини, коли проігнорувала наказ президента скинути ядерну бомбу на острів, де перебували Месники.

### 2006—07: «Громадянська війна»
Під час подій сюжетної лінії «Громадянська війна» (2006-07), Капітан Америка відмовився допомагати командеру Хілл в підготовці до арешту будь-яких супергероїв, які відмовилися дотримуватися «Закону про реєстрацію надлюдей», вважаючи цю діяльність політично-мотивованою, але Хілл, стверджуючи, що Капітан Америка повинен підкоритися волі американського народу, намагається його заарештувати. Капітан Америка пробиває собі шлях з Гелікаррієру та втікає. Після прийняття закону, Хілл постає одним з його провідних виконавців. Вона шантажує Диво-людину на активну підтримку кампанії Щ. И. Т., спрямовану на відстеження супергероїв, які виступили проти Закону про реєстрацію. Вона відправляє суперсолдата крі Нох-Варра, якому вже промили мізки, для захоплення Втікачів. Також, вона скеровує Громовержців для захвату Людини-павука після його втечі. Двох посланих Громовержців, Джестера та Джека О'Лантерна, вбиває Каратель. Після запобігання нападу на Вежу Старка, Хілл визнає Тоні Старку, що вона не хочу бути директором Щ. И. Т. і вважає, що їй не потрібно було пропонувати цю посаду в першу чергу. Вона наводить на думку, що єдиною людиною, окрім Ніка Ф'юрі, яка повинна очолити організацію є сам Старк. Після закінчення «Громадянської війни», президент Сполучених Штатів призначив Тоні Старка новим директором Щ. И. Т., а невдоволену Марію Хілл — його заступником.

### 2007—08: Заступник директора Щ. И. Т.
Після отримання посади заступника директора, Марія Хілл стає основним членом кабінету Щ. И. Т. під управлінням Старка і допомагає йому в боротьбі з раптовим підйомом різних терористичних груп, які отримали доступ до гіперпередової біологічної зброї. На відміну від решти кабінету (в тому числі Села Кеннеді, якого вона ненавиділа особисто), Хілл скептично поставилася до єдиної змови за всіма цими атаками. Коли неопластична пухлина Мандарина почала заражати Гелікеррієр, Хілл організувала евакуацію; вона (помилкова) вважала, що інфекція є головною метою нападу. Згодом Хілл стає дедалі більше довірливою до керівництва Старка, довіреним агентом у ролі заступника директора, і набагато менше зв'язаною обумовленими діями, особливо після конфронтації з Дум-Дум Дуганом, коли він змушує її протистояти тому факту, що вона скоріше вжиє заходів через які помруть невинні люди, досі дотримуючись «книги», оскільки альтернатива полягає в тому, щоб не дотримуватися розпоряджень. Вона врешті-решт ризикує своєю кар'єрою, застосувавши воєнний стан Щ. И. Т., таким чином заблокувавши ООН, щоб Старк міг уникнути трибуналу проти себе і відстежити Мандарина.

### 2008—10: Інші сюжетні лінії
Під час сюжетної лінії «Секретне вторгнення» (2008), після того, як Гелікеррієр став непридатним через вторгнення позаземних скруллів, Хілл, котра залишилася відповідальною за відсутності Старка, виступила проти численних військ скруллів, які можуть обернутися ким або чим-небудь, і які приймають образ Едвіна Джарвіса та деяких агентів Щ. И. Т.. Скрулли страчують Хілл, але вона, як виявляється, що вона була лише життєздатною моделлю. Хілл активізує систему самознищення Гелікеррієра, в результаті чого гинуть всі скрулли на борту, і рятується за допомогою реактивного ранця.
У період після невдачі вторгнення скруллів, під час сюжету «Темне царювання», Щ. И. Т. розформовано президентом, а Хілл і Тоні Старк втрачають роботу, тоді як новопризначений директор Норман Озборн реформує Щ. И. Т. в М.О.Л.О.Т.. У щомісячній серії про Залізну людину, Хілл намагається жити звичайним життям, але Озборн нагазує М. О. Л. О. Т. заарештувати її за крадіжку. Вона приєднується до свого колишнього боса, Тоні Старка, стаючи втікачем після його крадіжки бази даних зареєстрованих супергероїв. У ніч перед втечею Тоні, двоє мають сексуальне побачення. Хілл відправляється на місію Тоні, щоб здобути жорсткий диск. Хілл виявляє, що Контролер переховується в підвалі науково-дослідницького інституту FuturePharm, і підключений до великої машини з багатьма людьми у контейнерах. Їй ледве вдається втекти від нього, перш ніж завантажити дані, які Тоні відправив їй. Через сутичку з Контролером вона залишилася в стані параної на деякий час. Потім вона заручається підтримкою Чорної вдови для передачі даних Капітану Америка, весь час уникаючи агентів М. О. Л. О. Т., які врешті-решт затримують їх, перехопивши е-пошту від Старка. Вони рятуються за допомогою Пеппер Поттс, замаскованої під Мадам Маску.
Під час сюжетної лінії «Облога», Хілл приходить на допомогу Тору після того, як Озборн напав на нього та його будинок в Асгарді. Хілл стала другорядним персонажем чергової серії про Залізну людину, захищаючи його та його друзів від численних загроз. У сюжетній лінії «Століття героїв» (2010), дії якої відбуваються після «Облоги», Хілл затверджується Капітаном Америка на співпрацю з новою командою Месників.

### 2010—теперішній час
Після уявної смерті Ніка Ф'юрі, вона була призначена командером, потім заступником директора, і, нарешті, директором Щ. И. Т. після дій Дейзі Джонсон, що включали вторгнення Секретних Месників на острів А.І.М..
В сюжетній лінії «Месники: Протистояння!», Хілл та Щ. И. Т. створили Благодатні схили, в'язницю суперлиходіїв, спроектовану таким чином, щоб нагадувати закрите суспільство. Марія Хілл обіймає посаду міської голови під час роботи в Благодатних схилах. В навчальному відео для курсантів Щ. И. Т., які працювали там, було показано, що вона і вчені Щ. И. Т. використали технологію зміни реальності, отриману з космічного кубу під назвою «Кубик», що перетворило суперлиходія Гравітона у Гаві Говардсона, скромного кухара Благодатних схилів. Коли командир Стів Роджерс зустрівся з Хілл, він розповів їй про свої знання про те, що проект «Кубик» не був утилізований. Хілл представила Роджерсу жителів Благодатних схілів, і згадала, що вони є перетвореними суперлиходіями. Коли Роджерс зажадав дізнатися, де знаходилися фрагменти космічних кубів, використаних для «Кубика», вона направила його до боязкої маленької дівчінки, яка була фрагментом космічного куба, котрий прийняв форму майже всесильної дитини.
Після сюжетної лінії «Друга громадянська війна», Марія Хілл була викрадена Діабло, котрий намагався отримати коди доступу до всіх активних Гелікеррієрів і Тріскеліону, коли її врятував Віктор фон Дум.

## Інші версії

### MC2
У всесвіті MC2, Марія Хілл є членом Національних сил безпеки. Коли державне завдання пішло шкереберть, частина симбіоту Карнаж вивільнилася. Пізніше Хілл повідомила Ніку Ф'юрі, що симбіот був зупинений Дівчиною-павук, донькою Людини-павука.

### Ultimate Marvel
У всесвіті Ultimate Marvel, Марія Хілл — колишній агент Щ. И. Т. та детектив на службі NYPD. Вона вперше з'являється під час опитування Майлза Моралеса про смерть його дядька Аарона Девіса. Це розслідування призвело до відкриття, що Людина-павук не був убивцею, як вважала преса, і що Девіс загинув випадково через зворотний ефект своєї зброї.
Хілл працювала над випадком Венома, який вчинив вторгнення в будинок Моралеса і завдав шкоди його батькові. Вона мала підозру, що Майлз є Людиною-павуком. Її догадки були підтверджені, коли Веном напав на лікарню, де перебували батьки Моралеса, і той поквапився на допомогу людям в якості Людини-павука.

## Поза коміксів

### Телебачення
- Анімаційний серіал «Залізна людина: Пригоди в броні[en]», озвучена Табітою Сен-Жермен[en] з російським акцентом.
- Анімаційний серіал «Месники: Могутні герої Землі», озвучена Кері Вюрер. Марія Хілл постає центральним членом Щ. И. Т., яка стає новим директором після раптового зникнення Ніка Ф'юрі.
- Пілотний епізод серіалу «Агенти Щ.И.Т.», який є частиною кіновсесвіту Marvel. Зображена Кобі Смолдерс, котра повторила свою роль з «Месників»[28]. Смолдерс також з'явилася в епізоді «Nothing Personal»[29], дії якого відбуваються після «Першого месника: Друга війна». В епізоді «The Dirty Half Dozen» з'ясовується, що Хілл все ще перебуває в контакті з Щ. И. Т., і повідомляє Месників про місце знаходження барона Штрукера[en], створюючи умови для «Месників: Ера Альтрона»[30].
- Декілька епізодів анімаційного серіалу «Месники: Дискові війни[en]», озвучена Акено Ватанабе[en].
- Анімаційний серіал «Месники, усі разом». У камео в кінці епізоду «The Final Showdown», Хілл була помічена поруч з Чорною вдовою і Ніком Ф'юрі, намагаючись знайти той вимір, в якому зник Червоний череп разом з тесерактом.

### Фільми
- Кобі Смолдерс грає Марію Хілл у кіновсесвіті Marvel, з'являючись у фільмах «Месники» (2012), «Перший месник: Друга війна» (2014), «Месники: Ера Альтрона» (2015), «Месники: Війна нескінченності» (2018), а також в різних епізодах телесеріалу «Агенти Щ.И.Т.»[31].
- Анімаційний фільм «Залізна людина: Повстання Техновора[en]», озвучена Кері Волгрен[en] в англійському дубляжі[32].
- Анімаційний фільм «Секретні матеріали Месників: Чорна вдова і Каратель[en]», озвучена Дзюнко Мінагава в японському дубляжі і Кері Волгрен в англійському[33].

### Відеоігри
- Неігровий персонаж у Marvel: Ultimate Alliance 2[en], озвучена Маргарет Ізлі[ru][34].
- Неігровий персонаж у Marvel: Avengers Alliance[en] на Facebook. Вона супроводжувала Ніка Ф'юрі та Тоні Старка під час брифінгів.
- Marvel Heroes[en], озвучена Кері Вюрер.
- Ігровий персонаж у Lego Marvel Super Heroes, озвучена Даніель Ніколет[en].
- Ігровий персонаж у Lego Marvel's Avengers, озвучена Кобі Смолдерс.
- Неігровий персонаж у Marvel: Avengers Alliance Tactics.

### Театр
- Постанова «Marvel Universe Live![en]»[35].